# Balmory House

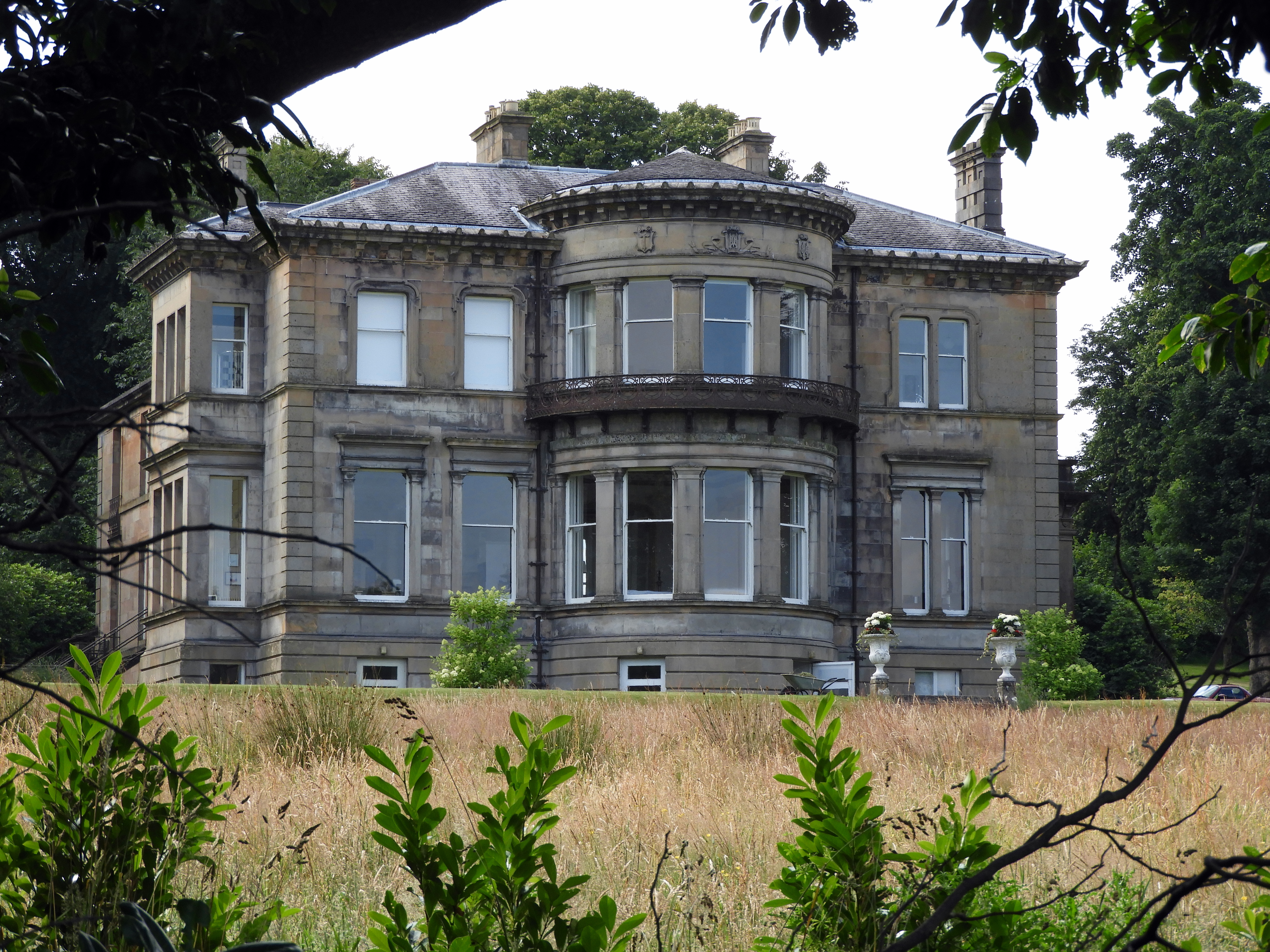
Balmory House

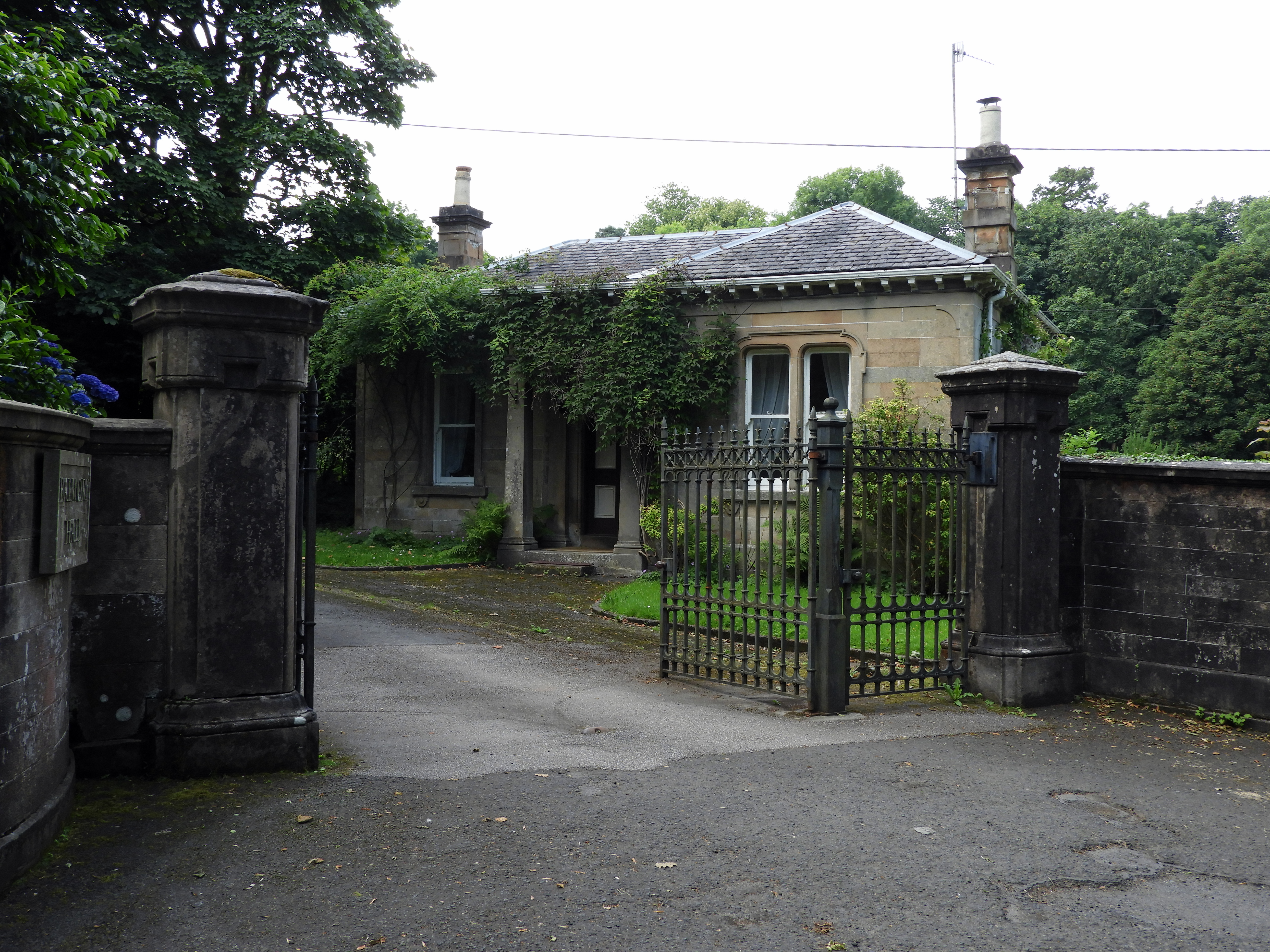
Pforte von Balmory House

Balmory House, auch Balmory Hall, ist der Name einer Villa in der schottischen Ortschaft Ascog auf der Insel Bute in der Council Area Argyll and Bute. Das Gebäude befindet sich abseits der Küste des Firth of Clyde wenige Kilometer südöstlich von Rothesay, der Inselhauptstadt. 1998 wurde Balmory House in die schottischen Denkmallisten in der höchsten Kategorie A aufgenommen.

## Geschichte
Der wohlhabende Kaufmann Thomas Croil aus Glasgow erwarb 1861 rund 2,5 Hektar Land zum Preis von 1140 £ und einer jährlichen Pachtgebühr von 5 £. Dort ließ er sogleich eine Villa errichten, deren planender Architekt trotz der guten Dokumentationslage nicht überliefert ist. Croil war es verboten auf dem erworbenen Areal einige Güter zu produzieren und diese gewinnbringend zu veräußern. Es war ihm jedoch erlaubt, Steine aus dem Bodenreich abzubauen, um daraus neue Gebäude zu errichten. Der Handel mit ihnen war ihm wiederum verboten. Nach dem verheerenden Brand im nahegelegenen Mount Stuart House lebte John Patrick Crichton-Stuart, 3. Marquess of Bute bis zur Fertigstellung des heutigen Mount Stuart House möglicherweise einige Zeit in Balmory House. Nachdem die Villa später einem Robert Laidlaw gehört hatte, erwarb die Heilsarmee im Jahre 1927 das Gebäude und benannte es in Laidlaw Memorial Home um. 1993 ging Balmory House wieder in Privatbesitz über.

## Beschreibung
Balmory House ist ein dreistöckiges Gebäude, das annähernd achsensymmetrisch aufgebaut ist. Es wird als typisches Beispiel moderner italienischer Villenarchitektur in Schottland beschrieben. Die Vorderfront befindet sich an der Ostseite und führt in den parkähnlichen Garten, während der Eingangsbereich an der Nordseite zu finden ist. Die Villa besitzt Zierbänder aus gelbem Sandstein und schließt mit einem grauen, schiefergedeckten Dach ab. Auch die Innengestaltung mit Säulen und Zierspiegeln ist explizit als bedeutend in den Denkmalunterlagen erwähnt. Balmory House befindet sich heute noch großteils im Originalzustand.